# 盧奇齊 (索卡爾區)
50°31′17″N 24°31′58″E / 50.52139°N 24.53278°E

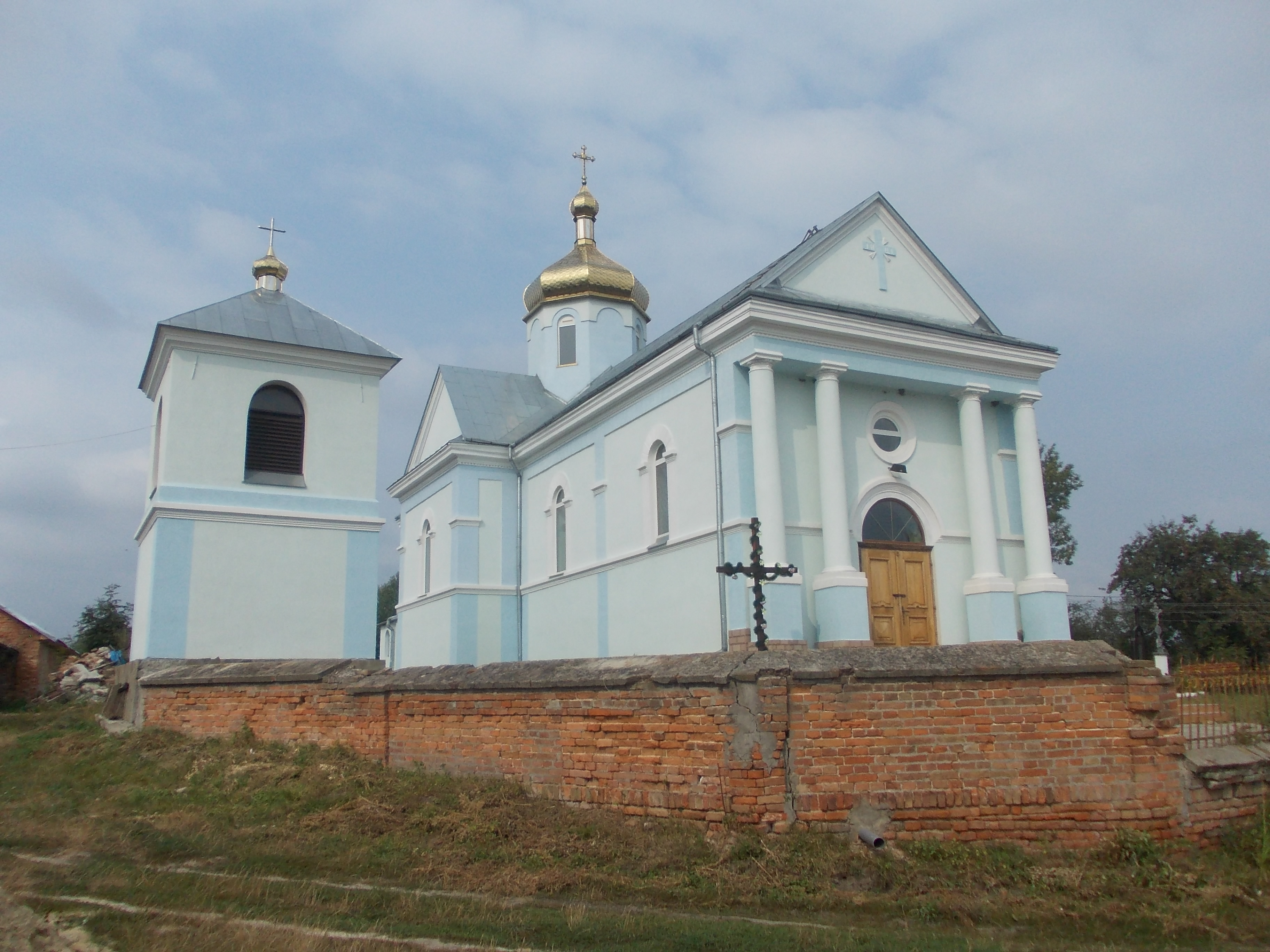

盧奇齊（烏克蘭語：Лучиці），是烏克蘭西部的村莊，隸屬利維夫州的舍普季茨基區。該村面積2.83平方公里，海拔高度215米，2001年人口900，人口密度每平方公里318.02人。